# Marmande
Marmande – miejscowość i gmina we Francji, w regionie Nowa Akwitania, w departamencie Lot i Garonna.
Według danych na rok 1990 gminę zamieszkiwało 17 568 osób, a gęstość zaludnienia wynosiła 289 osób/km² (wśród 2290 gmin Akwitanii Marmande plasuje się na 24. miejscu pod względem liczby ludności, natomiast pod względem powierzchni na miejscu 92.).